# 村松藩
村松藩（むらまつはん）は、越後国蒲原郡のうち、村松・下田・七谷・見附地方を支配した藩。藩庁は村松城（現在の新潟県五泉市）に置かれた。

## 概要
村松藩は寛永16年（1639年）、堀直寄の次男・堀直時が安田3万石を与えられたことから始まる。寛永21年（1644年）5月、直時の子・堀直吉の時代に領地替えが行われて陣屋を安田から村松に移したことから、正式な村松藩が始まった。村松藩はその所領の大半が山間地であったため、新田開発を成しても石高の伸びは少なく、貞享4年（1687年）では実質的な石高は4万石だったと言われている。
第2代藩主・直吉は領内に検地を実施して、藩政支配を確立した。しかし直吉の死後から財政悪化が表面化していったため、しばしば藩政改革が行われたが効果はなかった。しかも第8代藩主・堀直庸の代には、家老の堀玄蕃を中心として財政改革という名目での百姓からの収奪が行われたため、文化11年（1814年）には村松藩全土で百姓一揆が勃発した。
第9代藩主・堀直央の時代である嘉永3年（1850年）2月に城主格が与えられ、村松陣屋は城に改修されることとなった。直央は嘉永6年（1853年）から藩政の主導権を掌握して藩政改革に取り組み村松縞をはじめとする織物・紙・筆・茶そして村松焼などの生産を奨励し、産業の振興を図ったが、万延元年（1860年）に直央の跡を継いで藩主となっていた堀直休が7月12日に、直央も9月6日に死去してしまったため、改革は頓挫した。
幕末期、村松藩内では尊王論が台頭し、尊王攘夷と軍制改革を主張する一派と保守派が対立し、慶応2年（1866年）11月に村松七士事件（尊王攘夷派7名を保守派が処刑した事件）が起こるなど、藩内は大混乱を極めた。このため戊辰戦争に際して、新政府に与するべきと主張する正義党の近藤安五郎を中心とした一派と、第11代藩主・堀直賀を中心とした保守的な佐幕派に藩論が分裂した。藩主らが奥羽越列藩同盟に参加して米沢藩に逃れると、安五郎は第9代藩主・直央の末子に当たる堀直弘を新藩主として擁立して即座に新政府に降伏したため、村松藩は所領を安堵された。明治4年（1871年）の廃藩置県により村松県となり、同年末には新潟県に吸収された。
廃藩置県後、直賀・直弘は祖先の旧姓である「奥田」に復姓し、直弘の子である奥田直暢が村松奥田家の当主として、直賀の子である奥田直紹も養子となった椎谷奥田家（旧椎谷藩）の当主として、それぞれ子爵に叙せられた。

## 歴代藩主
堀家
外様、3万石（一説に4万石）。
1. 直時（なおとき） 従五位下 丹後守
2. 直吉（なおよし） 従五位下 丹波守
3. 直利（なおとし） 従五位下 丹後守
4. 直為（なおゆき） 従五位下 右京亮
5. 直堯（なおたか） 従五位下 丹波守
6. 直教（なおのり） 従五位下 左京亮
7. 直方（なおやす） 従五位下 左京亮
8. 直庸（なおつね） 従五位下 丹後守
9. 直央（なおひで/なおひさ） 従五位下 丹後守
10. 直休（なおやす） 従五位下 丹後守
11. 直賀（なおよし） 従五位下 左京亮
12. 直弘（なおひろ） 従五位下

## 幕末の領地
- 越後国
  - 蒲原郡のうち - 140村（うち19村を第1次新潟県、78村を新発田藩に編入）

明治維新後に、蒲原郡55村（旧菊間藩領29村、会津藩領6村、新発田藩領1村、旗本領1村、桑名藩預所管轄の幕府領18村）が加わった。なお相給も存在するため、村数の合計は一致しない。

## 行事
2018年5月5日、松城祭巡行絵巻行列実行委員会主催により、村松藩の資料を元に絵巻行列（大名行列）が再現された。 